# Madone de Manchester
La Vierge et l'Enfant avec saint Jean-Baptiste et des anges, aussi appelée Madone (ou Vierge à l'Enfant) de Manchester, est une peinture inachevée de Michel-Ange conservée à la National Gallery de Londres.

## Description
La scène représente la réunion de la Vierge Marie et de l'Enfant-Jésus avec Jean le Baptiste.
La présence du livre ouvert, et de sa lecture par Marie et Jésus qui tend la main vers les pages ouvertes, est typique du thème de la « Vierge à l'Enfant lisant ».